# Hermann von Wedderkop

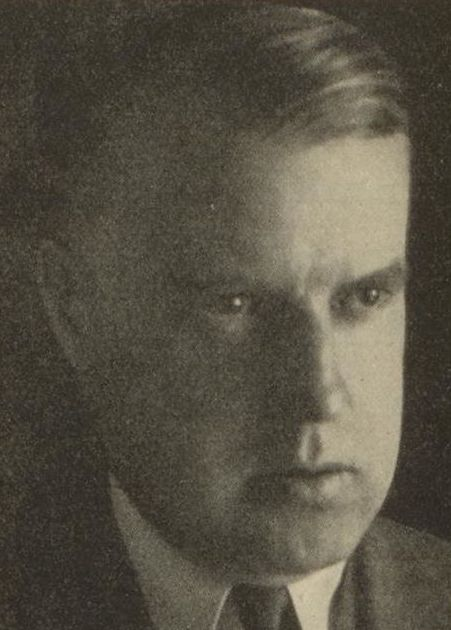
Hermann von Wedderkop, um 1919

Hermann von Wedderkop, auch Hans von Wedderkop und Harro von Wedderkop (* 29. November 1875 in Eutin; † 4. Oktober 1956 in Hamburg), auch bekannt unter seinem Spitznamen Weddo, war ein deutscher Schriftsteller, Übersetzer und Herausgeber der Zeitschrift Der Querschnitt von 1924 bis 1931.

## Leben

### Frühe Jahre
Wedderkops Vater, Magnus von Wedderkop war ein Oberamtsrichter und Kammerherr im Großherzogtum Oldenburg. Seine Mutter war Elisabeth Post († 1895), eine Ur-Enkelin des Bremer Bürgermeisters Liborius Diederich Post. In Anlehnung an ihren Großvater Albert Hermann von Post führte er auch den von der Reichsschrifttumskammer eingetragenen Decknamen „Hermann Albert Post“. Ab dem vierten Lebensjahr spielte von Wedderkop Klavier.
Mit 19 Jahren absolvierte Hermann von Wedderkop seine Reifeprüfung auf dem Großherzoglichen Gymnasium in Eutin. Am 1. April 1895 trat er als Avantageur in das Infanterie-Regiment Großherzog von Sachsen (5. Thüringisches) Nr. 94 in Weimar ein. Er wurde dort zum Leutnant, musste dort aufgrund eines Herzleidens allerdings 1899 seinen Abschied nehmen. Es folgte ein Rechtsstudium an der Ludwig-Maximilians-Universität München, der Christian-Albrechts-Universität zu Kiel und der Friedrich-Wilhelms-Universität Berlin, bei dem er unter anderem unter Franz von Liszt und Heinrich Dernburg studierte. Neben dem Recht studierte er auch Kunstgeschichte und Archäologie. Am 6. September 1912 wechselte er als Referendar in den Staatsdienst und war an den Landgerichten in Altona und Berlin tätig. Später leitete er das Amtsgericht Mölln und wurde später Regierungsassessor in Köln.
1907 traf er in Paris auf den Kunsthändler Alfred Flechtheim, der ihm erste künstlerische Impulse gab und ihn später für die Galerie-Zeitschrift Querschnitt gewann. Von September 1909 bis Juli 1910 absolvierte er ein Volontariat bei der Pariser Privatbank Alfred Gans & Co. In dieser Zeit wird er auch Mitglied im ersten Pariser Boxverein, dem Pelican Boxing Club. Ab dem 1. September 1911 wurde Wedderkop Stellvertreter des Vorsitzenden der Einkommensteuerveranlagungskommission in Köln und schied aus dem Justizdienst aus. 1912 schrieb Wedderkop einen kleinen Ausstellungsführer für die Sonderbundausstellung in Köln. Zum 1. Juli 1913 wurde er zunächst kommissarisch und ab dem 1. August 1914 Vorsitzender der Kommission. Im Ersten Weltkrieg wurde Wedderkop Ordonnanzoffizier des Kreischefs von Brüssel Land und ab dem 2. September 1915 Zivilkommissar der deutschen Besatzungsverwaltung beim kaiserlichen Kreischef in Brüssel. Dort lernte er auf dem Schloss La Hulpe des von ihm verehrten Schriftstellers Carl Sternheim dessen sich gerade trennende Gattin Thea Sternheim und Gottfried Benn kennen, der zu dieser Zeit als Lazarettarzt gerade mit Kokain „experimentierte“ und sich daher den Unmut des Verwaltungsbeamten Wedderkop zuzog. Benn sagte ihm später eine genauso desavouierende Affäre mit der 20 Jahre jüngeren und später dezidiert „anti-deutsch“ auftretenden Nachwuchsschauspielerin Yvonne George nach. Angesichts des Mangels an Polizisten und der Zunahme von Nachtdiebstählen in den Gemeinden des Großraums Brüssel ordnete er als Zivilkommissar von Wedderkop per Rundschreiben und Plakat an, dass die Gemeinden ab dem 1. Mai 1918 alle männlichen Einwohner im Alter von 17 bis 55 Jahren zur Bewachung der Gemeinde einziehen müssen. Ab dem 3. Mai 1917 wurde Wedderkop Kölner Regierungsrat. Ab dem 1. Oktober 1919 war er Leiter des Staatssteueramts in Jülich. Auf eigenen Wunsch wurde er zum 1. Juli 1921 in den Ruhestand versetzt und widmete sich fortan literarischen Tätigkeiten.

### Aufstieg als Schriftsteller und Herausgeber des Querschnitts
Von 1914 bis 1920 schreibt Wedderkop für die Kunstzeitschrift Kunst und Künstler sowie von 1920 bis 1922 für Der Cicerone und Guido Bagiers Feuer. Monatsschrift für Kunst und künstlerische Kultur und von 1921 bis 1922 für Die Weltbühne. Er gab 1922 das Buch „Deutsche Graphik des Westens“ heraus, in dem er selbst Texte zu Otto von Wätjen und Rudolf Großmann verfasste. Zudem war er für die von Efraim Frisch gegründete und herausgegebene Kulturzeitschrift Der neue Merkur tätig. Anfang der 20er Jahre war Wedderkop im beratenden Ausschuss der Künstlervereinigung Das Junge Rheinland. In der Reihe Junge Kunst im Verlag Klinkhardt & Biermann Leipzig veröffentlichte er 1920 seinen ersten Band über Paul Klee, der gleichzeitig die erste Monografie über Klee war. 1921 folgte ein zweiter Band über Marie Laurencin. Im selben Jahr war er Mitarbeiter des Querschnitt, der sich aus den von Flechtheim herausgegebenen Galerienachrichten entwickelte. Als Herausgeber gelang es Wedderkop, den Querschnitt zum führenden deutschen Zeitgeist-Magazin der 1920er Jahre zu machen: offen für die künstlerische Avantgarde, wie Pablo Picasso, Marc Chagall oder Fernand Léger, ebenso wie für die Heroen des Boxsports, ironisch elitär und mit künstlerischen Fotos männlicher und weiblicher Aktmodelle garniert.
In Paris lernte Wedderkop den jungen US-amerikanischen Pianisten und Komponisten George Antheil in der Buchhandlung Shakespeare & Company von Sylvia Beach kennen. In der irrigen Annahme, Antheil sei ein Literat, bat Wedderkop ihn in seiner Rolle als Querschnitt-Herausgeber der Zeitschrift, sein Pariser Vertreter zu werden. Mit Hilfe von Ford Madox Ford und Ezra Pound erwarb Antheil fünf Gedichte aus James Joyce’ Kammermusik (ursprünglich 1907 erschienen) und einen Essay von Pound. Laut Ernest Hemingway, war Wedderkop wie der US-amerikanische Schriftsteller Antisemit. So erzählte Hemingway seinem Freund William B. „Bill“ Smith, dass Wedderkop „Kikes mehr hasse, als sie selbst“. Das Wort „Kike“ ist eine besonders abwertende und beleidigende Bezeichnung für eine jüdische Person. Flechtheim war Jude. Auch in den Tagebüchern Thea Sternheims finden sich antisemitische Stereotype Wedderkops, der Flechtheim kapitalistische Korruption und moralische Verkommenheit vorwarf. Dabei wurde eine direkte Parallele zur Dreyfus-Affäre gezogen. Wedderkop war einer der Autoren in Rudolf Großmanns 1926 erschienenen Buch Fünfzig Köpfe der Zeit. Er schrieb auch für Der Piperbote für Kunst und Literatur.
Er lehnte die „alte Literatur“ um Gerhart Hauptmann und Thomas Mann ab und vertrat die Forderung nach einem wirklichkeitsnahen Gesellschaftsroman. Er hat selbst 1927 mit Adieu Berlin beim S. Fischer Verlag einen entsprechenden, autobiographisch gefärbten Sportroman vorgelegt. Dem als kränkelnd und krankmachenden Großstadtdschungel von Berlin stellt er die frische Natur des Nordseebades Kampen und den neuen Frauentyp des „Sport-Girls“ entgegen. Gegen die zur gleichen Zeit erscheinenden Sportromane von bereits etablierten Autoren wie Hugo von Waldeyer-Hartz (Sportmädel, 1926) oder Erich Maria Remarque (Station am Horizont, 1927) fand er wenig Beachtung. Den Einband gestalteten Renée Sintenis und Emil Rudolf Weiß nachdem er ursprünglich George Grosz dafür gewinnen wollte. Erfolgreicher waren Wedderkops alternative Reisebücher, die im Piper Verlag in der Reihe Was nicht im „Baedeker“ steht erschienen sind.
Neben seiner schriftstellerischen Tätigkeit übte Wedderkop nach Studium bei Artur Schnabel und Wilhelm Backhaus mehrere Jahre lang eine Konzerttätigkeit als Pianist aus. Mitte der 1920er spielte er auch im Rahmen halböffentlicher Salongeselligkeit mit Marie-Anne von Goldschmidt-Rothschild Theater.

### Ende beim Querschnitt und NS-Zeit
Die Tatsache, dass Wedderkop 1929 vom Ullstein Verlag ein Chefredakteur an die Seite gestellt und er im Mai 1931 von seinem Herausgeber-Posten des Querschnitt entfernt wurde, soll nach Wilmont Haacke etwas mit Wedderkops publizistischer Begeisterung für Benito Mussolini zu tun gehabt haben. Wedderkop besuchte Mussolini am 5. Mai und 10. Oktober 1930 sowie am 28. Mai 1935. Nach seinem ersten Besuch widmete er Mussolini im Querschnitt das Porträt Mussolini wie ich ihn sehe, in dem er den Faschismus als einzig italienische Angelegenheit und streng national betrachtete. Auch in Das Buch von Rom widmete er Mussolini einen Abschnitt. Zum 1. Mai 1933 trat Wedderkop der NSDAP bei (Mitgliedsnummer 2.592.748). Er verbrachte die meiste Zeit des Nationalsozialismus in Italien, u. a. in Rapallo. Er besuchte häufig den Monte Verità in Ascona, wo er sich auch mit Werner von der Schulenburg traf. Beide sahen im Faschismus Mussolinis eine positive Alternative zum Nationalsozialismus. Im Rahmen der Olympischen Sommerspiele 1936 schrieb er das Buch „Das unbekannte Berlin“.
Nachdem in der Nachfolge der Münchner Ausstellung „Entartete Kunst“ die Reichsschrifttumskammer seine positiven Darstellungen zeitgenössischer Kunst (u. a. „Deutsche Graphik des Westens“ 1938) auf die Liste des „schädlichen und unerwünschten Schrifttums“ gesetzt hatte und auch sein Buch zu Paul Klee im Schlesischen Museum der Bildenden Künste in Breslau beschlagnahmt und zerstört wurde, wich Wedderkop auf zunächst anonym erscheinende Übersetzungen von Sachbuch-Bestseller zum „self management“ der Motivationstrainer Dale Carnegie und Walter B. Pitkin aus. Auch „Das Buch von Paris“ wurde 10 Jahre nach Erscheinen auf die Liste des „schädlichen und unerwünschten Schrifttums“ gesetzt. In der von Joseph Goebbels unterschriebenen Begründung vom 7. Juni 1939 wurden verschiedene judenfreundliche Stellen sowie eine positive Beschreibung der „Lokale der Homosexuellen und Lesbierinnen“ angeführt, die einen Reiseführer für die deutsche Generation vollkommen ungeeignet mache. Wedderkop wurde von der Geheimen Staatspolizei überwacht. Am 15. Februar 1939 wurde er von einem Beamten der Gestapo aufgesucht und wurde nach den Zeitungen befragt, für die er schreibe. Von Wedderkop vermutete, dass sein Text „Einige Gedanken über Humor“ in der Kölnischen Zeitung der Anlass dafür gewesen sein könnte und hier ein Zusammenhang zum Auftritt von Die drei Rulands im Januar 1939 als „Die drei Stadtbauarchitekten“ im Kabarett der Komiker auftraten und anschließend von Goebbels aus der Reichskulturkammer ausgeschlossen wurden, was de facto einem lebenslangen Berufsverbot entsprach. Wedderkop erklärte daraufhin, er habe diesen Text bereits vor deren Auftritt geschrieben.
Als ihm Ben Witter in den 1940er Jahren sagte, dass der Querschnitt jetzt von den Jüngeren gesammelt würde, was gar nicht ungefährlich sei, entgegnete ihm Wedderkop, der auf dem Weg nach Genua war, „und ich möchte nach Berlin, aber das ist noch gefährlicher“.

### Die letzten Jahre
Nach Kriegsende übertrug er die literarischen Reiseerinnerungen des italienischen Kunstkritikers Emilio Cecchi. Seinen 80. Geburtstag feierte er 1955 wieder in Deutschland, in Hamburg.

## In der Literatur
In Ernest Hemingways postum erschienenen Memoiren „Paris – Ein Fest fürs Leben“ wird Wedderkop als Abnehmer seiner Werke erwähnt und als awfully nice (zu deutsch: schrecklich nett) beschrieben. Auch im Nachlass von Sylvia Beach findet sich eine Postkarte auf der Wedderkop gemeinsam mit Hans Effenberger, George Antheil, dessen Frau Elizabeth Boski Markus abgebildet ist. Auf der Rückseite wurde handschriftlich die Namen der Portraitierten festgehalten. Anstelle von Wedderkops Namen allerdings Mr. Awfully-Nice geschrieben.
Im Roman Die Suche nach Heimat: Mascha Kalékos leuchtende Jahre von Indra Maria Janos (Felicity Whitmore) wird eine Unterhaltung zwischen Mascha Kaléko und Hermann von Wedderkop, bei der auch Anton Kuh anwesend ist, beschrieben. Zudem ist Wedderkop eine Figur im Roman Der Geblendete des belgischen Schriftstellers Pierre Mertens über Gottfried Benn.

## Rezeption
„Wedderkop […], der als Herausgeber des Querschnitts sehr bekannt wurde, aber nie als etwas anderes. Wedderkop war weder Berliner noch Schriftsteller, sondern Regierungsassessor in Köln; zwar veröffentlichte er später Reisehandbücher und ein, zwei Romane, aber, er blieb ein literarischer Amateur. Er könnte eine Figur von Carl Sternheim sein: schnoddrig mit leichter Selbstpersiflage; zynisch mit einem Anflug von Gemüt; blasiert mit seigneuralen Allüren, weniger aus Geltungsbedürfnis, als um den Bürger vor den Kopf zu stoßen.“

„Wedderkop, bis heute ein großer Unbekannter, war sicherlich der beste deutsche Blattmacher vor dem Zweiten Weltkrieg – anders als Samuel Fischers Neue Rundschau oder Tucholsky/Jacobsohns Weltbühne, die ihren Ruf den Autoren allein verdankten und ansonsten die Bleiwüste als Gestaltungsprinzip feierten, machte Hermann von Wedderkop Flechtheims Zeitschrift Querschnitt zum auch optischen Zentralorgan der Avantgarde: Was für eine Zeitschrift! Dem Jahr 1927 wie aus dem Gesicht geschnitten, geschichtsvergessen, assoziationslüstern, nervös, immer dabei, Heroen zu zertrümmern, Hierarchien aufzuweichen und hellwach die wildesten visuellen Verbindungen zu knüpfen. Die Kunst war hier eine Spielart des Lebens – ihre Bilder tauchten neben denen von Boxern auf, von Menschen am Strand und antiken Fresken.“

„Kein Wunder, dass die wichtigste Zeitschrift jener Zeit zwischen den Kriegen Der Querschnitt hieß, das Magazin für die aktuellen Ewigkeitswerte, geboren aus dem Journal des Galeristen Alfred Flechtheim, aber schnell verwandelt in eine journalistische Feier der Synchronizität von Boxen, Mussolini, weiblicher Emanzipation, amerikanischem Jazz und französischer Theorie. Hermann von Wedderkop war der einzigartige Dompteur dieses Wahnsinns, der größte Blattmacher des deutschen Journalismus der ersten Jahrhunderthälfte und natürlich komplett vergessen.“

„Wedderkops „Adieu Berlin“ ist der nonchalante Räsonneurroman. Der Roman des Weltmanns, der zugleich von seinen doppelten Doppelgängern abrückt.“

## Werke
- Die Kölner Museumsfrage. In: Der Cicerone (Verlag Klinkhardt & Biermann, Leipzig), Bd. 12 (1920), S. 253–254.
- Rheinische Bestrebungen und Gleichgültigkeiten. In: Kunst und Künstler, Bd. 18 (1920), S. 81–84.
- Paul Klee. Klinkhardt & Biermann, Leipzig 1920.
- Marie Laurencin. Klinkhardt & Biermann, Leipzig 1921 (Porträt der französischen Lyrikerin und Malerin).
- Dadaismus. In: Der Cicerone (Verlag Klinkhardt & Biermann, Leipzig), Bd. 13 (1921), S. 422–430
- Expressionismus und Wirklichkeit. In: Feuer (Monatsschrift für Kunst und künstlerische Kultur, Leipzig), Bd. 3 (1921/1922), S. 141–144.
- Paul Cézanne. Klinkhardt & Biermann, Leipzig 1922.
- Deutsche Graphik des Westens. Feuerverlag, Weimar 1922.
- Adieu Berlin. Roman. Fischer, Berlin 1927.
- Das Buch von Köln, Düsseldorf, Bonn. Was nicht im „Baedeker“ steht, Bd. V, Piper, München 1928.
- Das Buch von Paris. Was nicht im „Baedeker“ steht, Bd. VII, Piper, München 1929.
- Das Buch von London. Was nicht im „Baedeker“ steht, Bd. X, Piper, München 1930.
- Der Rhein von den Alpen bis zum Meere. 67 Bilder, eingeleitet von Hermann von Wedderkop, erläutert von Emil Schaeffer. Schaubücher Bd. 40, Orell Füssli, Zürich 1931.
- Das Buch von Rom. Was nicht im „Baedeker“ steht, Bd. XIII, Piper, München 1930 (2. überarb. Aufl. 1938)
- Das Buch von Oberitalien. Was nicht im „Baedeker“ steht, Bd. XI, Piper, München 1931.
- Das unbekannte Berlin. Ein Führer durch Straßen, Zeit und Menschen. Weicher Verlag, Leipzig/Berlin, 1936.
- Die falsche Note. Ein Musikroman. Scientia, Zürich 1940.
- Sizilien. Schicksal einer Insel. Scientia, Zürich 1940.

### Übersetzungen
- Wie man Freunde gewinnt. Rascher, Zürich-Leipzig 1938. Übers. v. „How to win friends and influence people“ von Dale Carnegie, New York 1937.
- Mache dein Glück vor Vierzig! Scientia, Zürich 1940. Übers. v. „Making good before forty“ von Walter B. Pitkin, New York 1939.
- Die Macht der Rede. Ihre Geheimnisse und ihre Methoden. Scientia, Zürich 1940. Übers. v. „Public speaking and influencing men in business“ von Dale Carnegie, New York 1937 (3. überarb. Aufl.)
- Arkadien. Erlebtes Griechenland. Broschek, Hamburg 1949. Übers. v. 'Et in Arcadia ego' von Emilio Cecchi, Mailand 1936.